# Elías Jaua
Elías Jaua Milano, né le 17 décembre 1969 à Caucagua (État de Miranda) de parent d'origine libanaise, est un homme d'État vénézuélien, vice-président de la République d'Hugo Chávez du 26 janvier 2010 au 13 octobre 2012, ministre des Relations extérieures de 2013 à 2014 et ministre de l'Éducation de 2017 à 2018.

## Biographie
Le 29 janvier 2012, il est nommé ministre de l'Agriculture et des Terres.
Candidat aux élections régionales de 2012 dans l’État de Miranda, il obtient 47,82 % des voix, contre 51,83 % pour le gouverneur sortant Henrique Capriles.